# 巴納特卡爾洛瓦茨

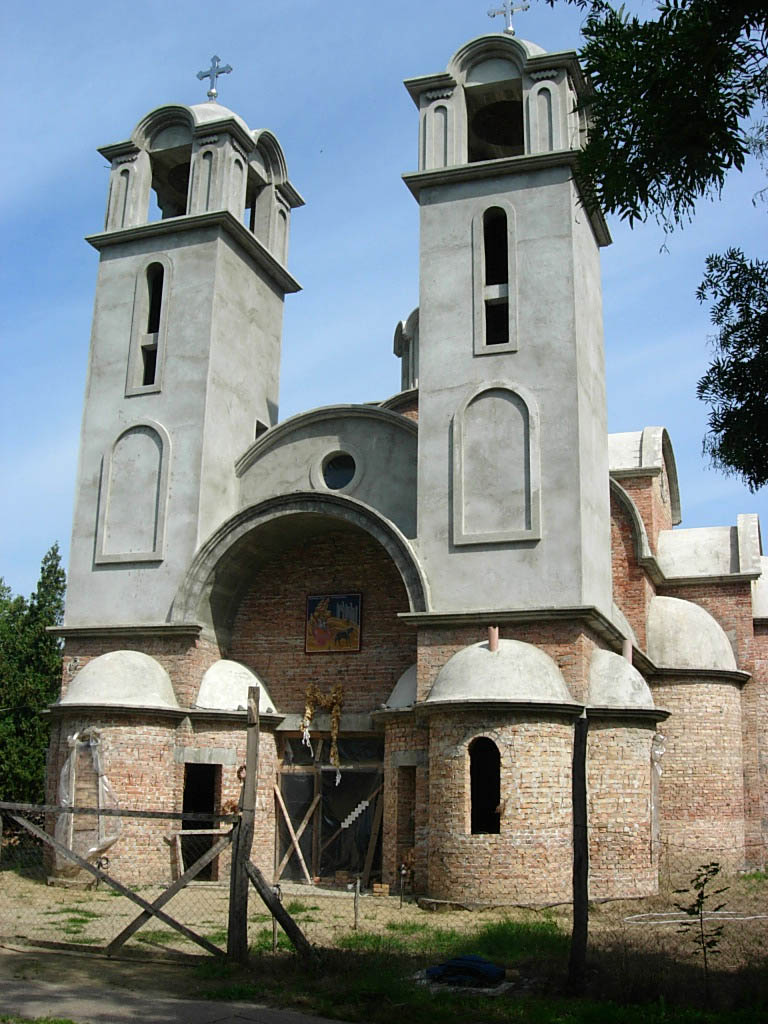

巴納特卡爾洛瓦茨是塞爾維亞的城鎮，由南巴納特州負責管轄，位於該國東北部，面積60平方公里，海拔高度99米，該地區自青銅時代有人類居住，2002年人口5,820。

## 外部連結
- Official Website of Banatski Karlovac
- LEADER+BK Website （页面存档备份，存于）
- Unofficial Website
- Municipality of Alibunar （页面存档备份，存于）
- Welcome to the Chamomilla world （页面存档备份，存于）
- Biodizel （页面存档备份，存于）
- Magictouch d.o.o.[永久]